# جار (أصفهان)
جار هي قرية في مقاطعة أصفهان، إيران. يقدر عدد سكانها بـ 792 نسمة بحسب إحصاء 2016.